# After Life
After Life – brytyjski serial z 2019 roku w reżyserii Ricky’ego Gervaisa. Premiera pierwszego sezonu odbyła się 8 marca 2019, 3 kwietnia 2019 Netflix zapowiedział powstanie drugiej serii, która miała premiere 24 kwietnia 2020 roku. Trzeci sezon ukazał się 14 stycznia 2022. W sumie powstało 18 odcinków serialu.

## Fabuła
Po śmierci żony Tony załamuje się i postanawia popełnić samobójstwo. Rezygnuje jednak z tego planu, stwierdzając, że będzie mówił i robił, co tylko zechce, w każdej chwili mogąc zakończyć swoje życie.

## Obsada
- Ricky Gervais jako Tony Johnson
- Tom Basden jako Matt
- Tony Way jako Lenny
- Diane Morgan jako Kath
- Mandeep Dhillon jako Sandy
- Ashley Jensen jako Emma
- David Bradley jako Ray Johnson
- Kerry Godliman jako Lisa Johnson
- Paul Kaye jako psychiatra Tony’ego
- Tim Plester jako Julian Kane
- Joe Wilkinson jako listonosz Pat
- Tommy Finnegan jako George
- Thomas Bastable jako Robbie
- Penelope Wilton jako Anne
- David Earl jako Brian
- Jo Hartley jako June
- Roisin Conaty jako Daphne/Roxy
- Anti jako Brandy[3]

## Odcinki

### Sezon 1 (2019)
| Nr | Tytuł polski | Tytuł oryginalny | Reżyseria     | Scenariusz    |
| -- | ------------ | ---------------- | ------------- | ------------- |
| 1  | Odcinek 1    | Episode 1        | Ricky Gervais | Ricky Gervais |
| 2  | Odcinek 2    | Episode 2        | Ricky Gervais | Ricky Gervais |
| 3  | Odcinek 3    | Episode 3        | Ricky Gervais | Ricky Gervais |
| 4  | Odcinek 4    | Episode 4        | Ricky Gervais | Ricky Gervais |
| 5  | Odcinek 5    | Episode 5        | Ricky Gervais | Ricky Gervais |
| 6  | Odcinek 6    | Episode 6        | Ricky Gervais | Ricky Gervais |

## Produkcja
9 maja 2018 ogłoszono, że Netflix zamówił pierwszy sezon, liczący sześć odcinków. Ricky Gervais został scenarzystą, odtwórcą głównej roli, reżyserem i, razem z Charliem Hansonem, producentem wykonawczym serialu. 14 stycznia 2019 wyjawiono datę premiery After Life - 8 marca 2019. Poinformowano także, że Hanson zostanie producentem, a na miejscu producenta wykonawczego zastąpi go Duncan Hayes. 3 kwietnia 2019 potwierdzono, że serial zostanie przedłużony o kolejny sezon.
5 lipca 2018 roku do obsady dołączyli Penelope Wilton, David Bradley, Ashley Jensen, Tom Basden, Tony Way, David Earl, Joe Wilkinson, Kerry Godliman, Mandeep Dhillon, Jo Hartley, Roisin Conaty i Diane Morgan.
Główne zdjęcia rozpoczęto w lipcu 2018, w Londynie. After Life kręcono w Bristolu, Hampstead, Hemel Hempstead, Beaconsfield i Camber Sands w East Sussex.
Premiera trzeciego sezonu serialu zaplanowana jest na 14 stycznia 2022.

## Odbiór
W serwisie Rotten Tomatoes serialowi przyznano 69% na podstawie 39 recenzji, przy średniej ocenie 6,29/10. Na portalu Metacritic dostał 57 punktów na 100 możliwych w oparciu o 13 ocen.